# Roundup (Montana)
Roundup es una ciudad ubicada en el condado de Musselshell en el estado estadounidense de Montana. En el Censo de 2010 tenía una población de 1788 habitantes y una densidad poblacional de 515,96 personas por km².

## Geografía
Roundup se encuentra ubicada en las coordenadas 46°26′54″N 108°32′23″O / 46.44833, -108.53972. Según la Oficina del Censo de los Estados Unidos, Roundup tiene una superficie total de 3.47 km², de la cual 3.47 km² corresponden a tierra firme y (0%) 0 km² es agua.

## Demografía
Según el censo de 2010, había 1788 personas residiendo en Roundup. La densidad de población era de 515,96 hab./km². De los 1788 habitantes, Roundup estaba compuesto por el 95.69% blancos, el 0.28% eran afroamericanos, el 1.29% eran amerindios, el 0.11% eran asiáticos, el 0% eran isleños del Pacífico, el 0.22% eran de otras razas y el 2.4% pertenecían a dos o más razas. Del total de la población el 4.08% eran hispanos o latinos de cualquier raza.